# Bischofsheim an der Rhön

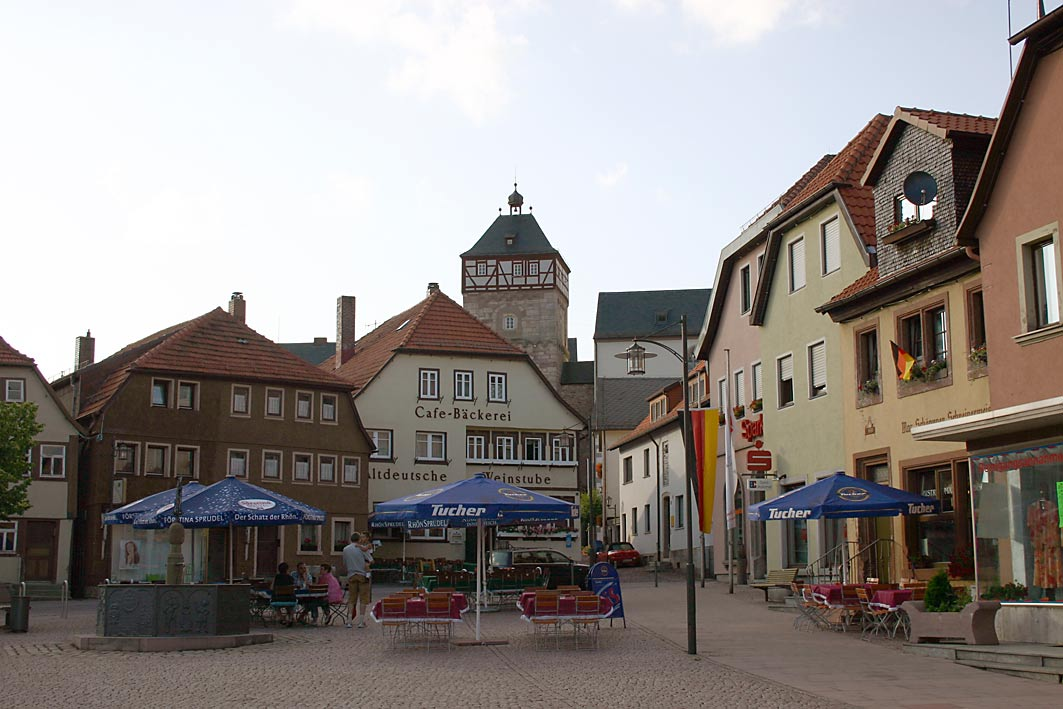
Bischofsheim an der Rhön

Bischofsheim an der Rhön este un oraș din Franconia Inferioară, landul Bavaria, Germania.